# مشرع الجرو (الصومعة)

تعديل مصدري - تعديل

مشرع الجرو هي إحدى قرى عزلة الجرو بمديرية الصومعة التابعة لمحافظة البيضاء، بلغ تعداد سكانها 1162 نسمة حسب تعداد اليمن لعام 2004.